# Anna Sandberg
Anna Linnea Sandberg (* 23. Mai 2003) ist eine schwedische Fußballspielerin, die seit 2024 bei Manchester United unter Vertrag steht und 2023 erstmals in der schwedischen Fußballnationalmannschaft der Frauen spielte.

## Werdegang

### Vereine
Anna Sandberg begann bei Örebro SK Söder mit dem Fußballspielen. 2019 bestritt sie vier Spiele für Örebro SK Söder in der Division 1, der dritthöchsten schwedischen Liga. Parallel dazu spielte sie für die U-19-Mannschaft und die 1. Mannschaft von KIF Örebro, u. a. im Pokalwettbewerb. Ab 2022 spielte für KIF auch in der Damallsvenskan. Im August 2022 wechselte sie zum BK Häcken. Für Häcken spielte sie auch in der Qualifikation zur Gruppenphase der UEFA Women’s Champions League 2022/23, scheiterte aber durch zwei Niederlagen an Paris Saint-Germain.

### Nationalmannschaften
Sandberg nahm im Oktober 2021 mit der U19-Mannschaft an der ersten Qualifikationsrunde zur Europameisterschaft teil und konnte sich mit der Mannschaft für die zweite Runde qualifizieren. Bei dieser konnten sie sich im April 2022 bei einem Turnier in Kroatien für die Endrunde qualifizieren, wo sie im Halbfinale, bei dem sie nicht zum Einsatz kam, Spanien mit 0:1 unterlagen. Ab September 2022 kam sie in der U23-Mannschaft zum Einsatz.
Am 16. Februar 2023 wurde sie erstmals in der A-Nationalmannschaft beim 4:1-Sieg über China, wobei sie in der Startelf stand und die volle Spielzeit mitspielte. Auch bei ihrem zweiten Einsatz, der 0:1-Niederlage gegen Dänemark am 7. April stand sie in der Startelf, wurde aber nach 85. Minuten ausgewechselt.
Am 13. Juni wurde sie für die WM in Australien und Neuseeland nominiert. Sie kam am 2. August 2023 zu ihrem WM-Debüt. Beim 2:0-Sieg über Argentinien im dritten Gruppenspiel in der Startelf stehend als einige Stammspielerinnen geschont wurden, spielte sie durch. Ohne weiteren Einsatz gewann sie durch einen 2:0-Sieg ihrer Mannschaft im Spiel um Platz 3 gegen Australien die Bronzemedaille. Sie war die jüngste Spielerin und nach der Nachnominierung von Stina Lennartsson die Feldspielerin mit den zweitwenigsten Länderspielen im Kader.
Da erstmals das Abschneiden bei der WM für die europäischen Teams nicht entscheidend für die Qualifikation zu den Olympischen Spielen 2024 war, hatten die Schwedinnen, die als Dritte nicht qualifiziert gewesen wären, noch die Chance sich über die UEFA Women’s Nations League 2023/24 für die Spiele in Paris zu qualifizieren. Die Schwedinnen konnten aber nur zwei Spiele gewinnen und verpassten als Gruppendritte nicht nur das Final Four Turnier, bei dem um zwei Olympiatickets gespielt wurde und verpassen damit erstmals die Olympischen Spiele. Zudem mussten sie auch in die Relegation. Hier setzten sie sich aber mit zwei 5:0-Siegen gegen Bosnien-Herzegowina durch, so dass sie in Liga A verbleiben. Sandberg hatte lediglich einen Kurzeinsatz bei der 0:1-Niederlage gegen die Schweiz.